# 拉蒙·麥卡德
拉蒙·麥卡德（西班牙語：Jaime Ramón Mercader del Río，1913年2月7日—1978年10月18日）是一個西班牙加泰罗尼亚巴塞罗那出生的共产党员。他奉斯大林的密令於1940年向蘇聯前领导人列夫·托洛茨基行刺。被公布的机密文件显示他是一名苏联的特工。
麦卡德因为这次谋杀在墨西哥的监狱里待了二十年。斯大林在麦卡德缺席的情况下授予了他列宁勋章。1961年出狱后，他被授予了苏联英雄的称号。

## 生平
麦卡德于1913年出生在巴塞罗那，但却与母亲Caridad在法国长大。在古巴出生的Caridad是一个忠实的共产党员，他参与了西班牙内战并秘密为苏联工作。因此，麦卡德作为一个年轻人接受了共产主义并在1930年代中期为左派工作。他曾因为他的行为被短暂拘留，但在1936年就被释放了因为左翼团体在那一年赢得了选举。西班牙内战期间，麦卡德被苏联内务人民委员会特工的纳胡姆·爱廷贡秘密招募并在莫斯科接受训练成为一名苏联特工。
他同父异母的妹妹，演员玛丽亚·麦卡德，是意大利导演维多里奥·狄西嘉的第二任妻子。
麦卡德对托派分子的联络与帮助于西班牙内战期间开始。